# Майя, Демиан
Де́миан Аугу́сту Ма́йя Бапти́ста (порт.-браз. Demian Augusto Maia Baptista; род. 6 ноября 1977, Сан-Паулу) — бразильский боец смешанного стиля, представитель средней и полусредней весовых категорий. Выступает на профессиональном уровне начиная с 2001 года, известен по участию в турнирах бойцовской организации UFC, дважды был претендентом на титул чемпиона.

## Биография
Демиан Майя родился 6 ноября 1977 года в Сан-Паулу, его отец — бразилец, а мать — русская (бабушка с дедушкой по материнской линии переехали в Бразилию из России после Октябрьской революции). В детстве серьёзно занимался дзюдо, подростком также осваивал кунг-фу и карате. В возрасте девятнадцати лет благодаря своему двоюродному брату познакомился с бразильским джиу-джитсу, а через четыре года и семь месяцев получил в этой дисциплине чёрный пояс.
Имеет высшее образование в области журналистики.
Начиная с 2000 года регулярно выступал на различных соревнованиях по БЖЖ, в том числе неоднократно становился призёром чемпионатов Бразилии, панамериканских чемпионатов, чемпионатов мира. Побеждал на чемпионате мира по грэпплингу ADCC.

### Начало профессиональной карьеры
Дебютировал в смешанных единоборствах на профессиональном уровне в сентябре 2001 года, на турнире в Венесуэле победил своего соперника техническим нокаутом за 48 секунд. В дальнейшем, тем не менее, довольно долго не принимал участия в боях, посвятив себя бразильскому джиу-джитсу.
В декабре 2005 года вернулся в бои, одержав победу на турнире в Финляндии. В 2006 году выступил на турнире-восьмёрке Super Challenge в Рио-де-Жанейро, где разобрался со всеми тремя оппонентами по турнирной сетке.

### Ultimate Fighting Championship
Имея в послужном списке шесть побед и ни одного поражения, Майя привлёк к себе внимание крупнейшей бойцовской организации мира Ultimate Fighting Championship и подписал с ней эксклюзивный долгосрочный контракт. Дебютировал в октагоне с победы удушающим приёмом сзади над Райаном Дженсеном, получив бонус за лучший приём вечера.
В 2008 году удушающими приёмами победил Эда Хермана и Джейсона Макдональда, вновь заработав бонусы за лучший приём вечера (стал первым бойцом за всю историю UFC, чьи победные приёмы признавались лучшими три раза подряд). Также в этом году добавил в послужной список победу над Нейтом Куорри.
В 2009 году с помощью «треугольника» заставил сдаться Чейла Соннена, получив четвёртый бонус за лучший приём вечера и доведя серию своих побед до одиннадцати. Далее однако последовало поражение от Нейта Марквардта — в начале поединка бойцы начали обмениваться ударами, и правый прямой Марквардта пришёлся точно в голову, в результате чего уже на 21 секунде первого раунда Майя оказался в нокауте.
После довольно длительного периода восстановления в 2010 году Майя единогласным решением судей победил Дэна Миллера и вскоре удостоился права оспорить титул чемпиона UFC в среднем весе, который на тот момент принадлежал Андерсону Силве — чемпионский бой между ними стал возможным в результате того, что официальный претендент Витор Белфорт получил травму плеча и вынужден был отказаться от своего чемпионского шанса. В итоге чемпионский поединок между двумя бразильцами продлился все отведённые пять раундов, Силва действовал крайне пассивно, был освистан болельщиками, но всё же выиграл единогласным судейским решением. Комментируя нежелание Силвы драться, президент UFC Дэйна Уайт сказал, что это было самое сомнительное зрелище за всё его время пребывания в организации. Уайта настолько разочаровало увиденное, что он передал чемпионский титул менеджеру Силвы Эду Суаресу, не желая лично награждать чемпиона.
Майя быстро вернулся к соревновательной практике и до конца года успел выиграть у таких бойцов как Мариу Миранда и Кендалл Гроув.
В 2011 году по очкам проиграл Марку Муньосу, но выиграл у Жоржи Сантиагу. Позже встретился в восьмиугольнике с непобеждённым американцем Крисом Вайдманом и был побеждён судейским решением — изначально было объявлено о раздельном решении, но затем информация уточнилась — результатом боя стало единогласное решение. После этого поражения Майя принял решение спуститься в полусреднюю весовую категорию, в которой выступал на протяжении многих последующих лет.
В полусреднем весе он одержал три победы подряд, но затем последовали два проигрыша — от Джейка Шилдса и Рори Макдональда (во втором случае получил бонус за лучший бой вечера). В мае 2014 года единогласным решением судей победил новичка организации россиянина Александра Яковлева — с этой победы началась его впечатляющая серия из семи побед подряд.
Поднявшись в рейтинге полусреднего веса, Демиан Майя заслужил право оспорить титул чемпиона, принадлежавший Тайрону Вудли. Их противостояние в июле 2017 года продлилось все пять раундов, Вудли победил единогласным решением и сохранил за собой пояс.

## Статистика в профессиональном ММА
| Боёв 39  | Побед 28 | Поражений 11 |
| -------- | -------- | ------------ |
| Нокаутом | 3        | 2            |
| Сдачей   | 14       | 0            |
| Решением | 11       | 9            |

| Результат | Рекорд | Соперник           | Способ                          | Турнир                                                     | Дата             | Раунд | Время | Место                    | Примечание                                               |
| --------- | ------ | ------------------ | ------------------------------- | ---------------------------------------------------------- | ---------------- | ----- | ----- | ------------------------ | -------------------------------------------------------- |
| Поражение | 28-11  | Белал Мухаммад     | Единогласное решение            | UFC 263                                                    | 12 июня 2021     | 3     | 5:00  | Глендейл, США            |                                                          |
| Поражение | 28-10  | Гилберт Бёрнс      | TKO (удары руками)              | UFC Fight Night: Lee vs. Oliveira                          | 14 марта 2020    | 1     | 2:34  | Бразилиа, Бразилия       |                                                          |
| Победа    | 28-9   | Бен Аскрен         | Сдача (удушение сзади)          | UFC Fight Night: Maia vs. Askren                           | 26 октября 2019  | 3     | 3:54  | Сингапур                 | Бой вечера.                                              |
| Победа    | 27-9   | Тони Мартин        | Решение большинства             | UFC on ESPN: Ngannou vs. dos Santos                        | 29 июня 2019     | 3     | 5:00  | Миннеаполис, США         | Изначально было ошибочно объявлено единогласное решение. |
| Победа    | 26-9   | Лайман Гуд         | Сдача (удушение сзади)          | UFC Fight Night: Assunção vs. Moraes 2                     | 2 февраля 2019   | 1     | 2:38  | Форталеза, Бразилия      |                                                          |
| Поражение | 25-9   | Камару Усман       | Единогласное решение            | UFC Fight Night: Maia vs. Usman                            | 19 мая 2018      | 5     | 5:00  | Сантьяго, Чили           |                                                          |
| Поражение | 25-8   | Колби Ковингтон    | Единогласное решение            | UFC Fight Night: Brunson vs. Machida                       | 28 октября 2017  | 3     | 5:00  | Сан-Паулу, Бразилия      |                                                          |
| Поражение | 25-7   | Тайрон Вудли       | Единогласное решение            | UFC 214                                                    | 29 июля 2017     | 5     | 5:00  | Анахайм, США             | Бой за титул чемпиона UFC в полусреднем весе.            |
| Победа    | 25-6   | Хорхе Масвидаль    | Раздельное решение              | UFC 211                                                    | 13 мая 2017      | 3     | 5:00  | Даллас, США              |                                                          |
| Победа    | 24-6   | Карлос Кондит      | Сдача (удушение сзади)          | UFC on Fox: Maia vs. Condit                                | 27 августа 2016  | 1     | 1:52  | Ванкувер, Канада         | Выступление вечера.                                      |
| Победа    | 23-6   | Мэтт Браун         | Сдача (удушение сзади)          | UFC 198                                                    | 14 мая 2016      | 3     | 4:31  | Куритиба, Бразилия       |                                                          |
| Победа    | 22-6   | Гуннар Нельсон     | Единогласное решение            | UFC 194                                                    | 12 декабря 2015  | 3     | 5:00  | Лас-Вегас, США           |                                                          |
| Победа    | 21-6   | Нил Магни          | Сдача (удушение сзади)          | UFC 190                                                    | 1 августа 2015   | 2     | 2:52  | Рио-де-Жанейро, Бразилия | Выступление вечера.                                      |
| Победа    | 20-6   | Райан Лафлейр      | Единогласное решение            | UFC Fight Night: Maia vs. LaFlare                          | 21 марта 2015    | 5     | 5:00  | Рио-де-Жанейро, Бразилия |                                                          |
| Победа    | 19-6   | Александр Яковлев  | Единогласное решение            | The Ultimate Fighter Brazil 3 Finale: Miocic vs. Maldonado | 31 мая 2014      | 3     | 5:00  | Сан-Паулу, Бразилия      |                                                          |
| Поражение | 18-6   | Рори Макдональд    | Единогласное решение            | UFC 170                                                    | 22 февраля 2014  | 3     | 5:00  | Лас-Вегас, США           | Бой вечера.                                              |
| Поражение | 18-5   | Джейк Шилдс        | Раздельное решение              | UFC Fight Night: Maia vs. Shields                          | 9 октября 2013   | 5     | 5:00  | Баруэри, Бразилия        |                                                          |
| Победа    | 18-4   | Джон Фитч          | Единогласное решение            | UFC 156                                                    | 2 февраля 2013   | 3     | 5:00  | Лас-Вегас, США           |                                                          |
| Победа    | 17-4   | Рик Стори          | Сдача (залом шеи)               | UFC 153                                                    | 13 октября 2012  | 1     | 2:30  | Рио-де-Жанейро, Бразилия |                                                          |
| Победа    | 16-4   | Ким Дон Хён        | TKO (спазм мышцы)               | UFC 148                                                    | 7 июля 2012      | 1     | 0:47  | Лас-Вегас, США           | Дебют в полусреднем весе.                                |
| Поражение | 15-4   | Крис Вайдман       | Единогласное решение            | UFC on Fox: Evans vs. Davis                                | 28 января 2012   | 3     | 5:00  | Чикаго, США              |                                                          |
| Победа    | 15-3   | Жоржи Сантиагу     | Единогласное решение            | UFC 136                                                    | 8 октября 2011   | 3     | 5:00  | Хьюстон, США             |                                                          |
| Поражение | 14-3   | Марк Муньос        | Единогласное решение            | UFC 131                                                    | 11 июня 2011     | 3     | 5:00  | Ванкувер, Канада         |                                                          |
| Победа    | 14-2   | Кендалл Гроув      | Единогласное решение            | The Ultimate Fighter: Team GSP vs. Team Koscheck Finale    | 4 декабря 2010   | 3     | 5:00  | Лас-Вегас, США           |                                                          |
| Победа    | 13-2   | Мариу Миранда      | Единогласное решение            | UFC 118                                                    | 28 августа 2010  | 3     | 5:00  | Бостон, США              |                                                          |
| Поражение | 12-2   | Андерсон Силва     | Единогласное решение            | UFC 112                                                    | 10 апреля 2010   | 5     | 5:00  | Абу-Даби, ОАЭ            | Бой за титул чемпиона UFC в среднем весе.                |
| Победа    | 12-1   | Дэн Миллер         | Единогласное решение            | UFC 109                                                    | 6 февраля 2010   | 3     | 5:00  | Лас-Вегас, США           |                                                          |
| Поражение | 11-1   | Нейт Марквардт     | KO (удар рукой)                 | UFC 102                                                    | 29 августа 2009  | 1     | 0:21  | Портленд, США            |                                                          |
| Победа    | 11-0   | Чейл Соннен        | Сдача (треугольник)             | UFC 95                                                     | 21 февраля 2009  | 1     | 2:37  | Лондон, Англия           | Приём вечера.                                            |
| Победа    | 10-0   | Нейт Куорри        | Сдача (удушение сзади)          | UFC 91                                                     | 15 ноября 2008   | 1     | 2:13  | Лас-Вегас, США           |                                                          |
| Победа    | 9-0    | Джейсон Макдональд | Сдача (удушение сзади)          | UFC 87                                                     | 9 августа 2008   | 3     | 2:44  | Миннеаполис, США         | Приём вечера.                                            |
| Победа    | 8-0    | Эд Херман          | Техническая сдача (треугольник) | UFC 83                                                     | 19 апреля 2008   | 2     | 2:27  | Монреаль, Канада         | Приём вечера.                                            |
| Победа    | 7-0    | Райан Дженсен      | Сдача (удушение сзади)          | UFC 77                                                     | 20 октября 2007  | 1     | 2:40  | Цинциннати, США          | Приём вечера.                                            |
| Победа    | 6-0    | Райан Стаут        | TKO (травма плеча)              | GFC: Evolution                                             | 19 мая 2007      | 1     | 1:54  | Колумбус, США            |                                                          |
| Победа    | 5-0    | Фабиу Насименту    | Сдача (гильотина)               | Super Challenge 1                                          | 7 октября 2006   | 1     | 0:35  | Рио-де-Жанейро, Бразилия | Выиграл турнир Super Challenge (83 кг).                  |
| Победа    | 4-0    | Густаву Машаду     | Единогласное решение            | Super Challenge 1                                          | 7 октября 2006   | 2     | 5:00  | Рио-де-Жанейро, Бразилия |                                                          |
| Победа    | 3-0    | Вителму Бандейра   | Сдача (удушение сзади)          | Super Challenge 1                                          | 7 октября 2006   | 1     | 3:30  | Рио-де-Жанейро, Бразилия |                                                          |
| Победа    | 2-0    | Лукаш Хлевицкий    | Сдача (рычаг локтя)             | The Cage Vol. 4 — Redemption                               | 3 декабря 2005   | 1     | 4:22  | Хельсинки, Финляндия     |                                                          |
| Победа    | 1-0    | Рауль Соса         | TKO (удары руками)              | Tormenta en el Ring                                        | 21 сентября 2001 | 1     | 0:48  | Каракас, Венесуэла       |                                                          |